# Messe München
Die Messe München GmbH ist Messeveranstalter und Betreiber des Messegeländes Messe München, des ICM – Internationales Congress Center München, des Conference Center Nord und des MOC Veranstaltungscenter München. Mit 60 Fachmessen für Investitions- und Konsumgüter sowie Neue Technologien am Standort München und weltweit, 13 Tochtergesellschaften in Europa, Asien und Südamerika sowie rund 70 Auslandsvertretungen in über 100 Ländern ist die Messe München eine der weltweit größten Messegesellschaften.
2023 zählte die Messegesellschaft am Standort München 1.965.521 Besucher sowie über 32.355 Aussteller. In der Liste der umsatzstärksten Messen weltweit belegte sie 2022 Platz 4. Die von der Messe München veranstaltete Baumaschinenmesse bauma, die alle drei Jahre stattfindet, ist mit 614.000 Quadratmetern die flächenmäßig größte Messe der Welt.

## Geschichte

### Anfänge auf der Theresienhöhe (1964–1998)

Historisches Logo der Messe München GmbH

Die Münchner Messe- und Ausstellungsgesellschaft (MMG) wurde am 1. April 1964 auf der Münchner Theresienhöhe gegründet. Im ersten Jahr fanden insgesamt sieben Messen statt, darunter die bauma, die electronica und die Bau. Mit der 3. Internationalen Verkehrsausstellung (IVA) erlangte die MMG 1965 internationale Bekanntheit. 1967 ging die Baumaschinenmesse bauma aus privater Hand an die MMG über. Im folgenden Jahrzehnt etablierten sich fast jährlich neue Veranstaltungen auf dem Messegelände, darunter die heutigen Leitmessen ISPO, C-B-R (heute: f.re.e), transport logistic, drinktec, Inhorgenta, Laser World of Photonics und productronica. In den 80er Jahren begann die MMG mit der Ausweitung ihrer Tätigkeit auf das Ausland und erwarb den Internationalen Messe- und Ausstellungsdienst (IMAG). Bald boten die Hallenkapazitäten der Messe trotz kontinuierlicher Erweiterung nicht mehr ausreichend Raum für die Zahl und Größe der Veranstaltungen, so dass die MMG auf das ehemalige Flughafengelände in München-Riem umzog.

### Messe München in Riem und internationale Expansion (ab 1998)
Die Neue Messe München (heute: Messe München) wurde am 12. Februar 1998 in München-Riem mit zwölf Hallen eröffnet. Architekten waren Bystrup, Bregenhoj + Partners, Kaup, Scholz und Jesse + Partner.
1999 gründete die Messe das Bauzentrum Poing, eine permanente Eigenheimausstellung.
Im neuen Jahrtausend erfolgte die Gründung von Tochtergesellschaften in China, Indien, Brasilien, Russland, Südafrika und in der Türkei. Die erste Tochtergesellschaft im Ausland, die Messe Muenchen Shanghai Co., Ltd., wurde im Rahmen der Beteiligung der Messe München am Bau des 2001 eröffneten Shanghai New International Expo Centre (SNIEC) gegründet. In Shanghai fand ein Jahr später auch die erste internationale bauma, die bauma China, statt.
2001, 2004 und 2018 wurde das Messegelände in München um jeweils zwei Ausstellungshallen erweitert. Als letzter Bauabschnitt der Pläne aus den 90er-Jahren begann im Jahr 2016 der Ausbau des CCN - Conference Center North Messe München (CCN), dessen Fertigstellung im Dezember 2018 erfolgte.

## Unternehmensstruktur
Gesellschafter der Messe München GmbH sind der Freistaat Bayern, die Landeshauptstadt München, die Industrie- und Handelskammer für München und Oberbayern sowie die Handwerkskammer für München und Oberbayern. Vorsitzender der Geschäftsführung war von Januar 2010 bis Juni 2022 Klaus Dittrich. Seit Juli 2022 bilden Reinhard Pfeiffer und Stefan Rummel als gleichberechtigte Geschäftsführer in einer CEO-Doppelspitze die Führung der Messe München. Den Vorsitz des Aufsichtsrats hat Dieter Reiter, Oberbürgermeister von München, inne. Erster stellvertretender Vorsitzender ist der Staatsminister Hubert Aiwanger.

## Standorte

### Inland

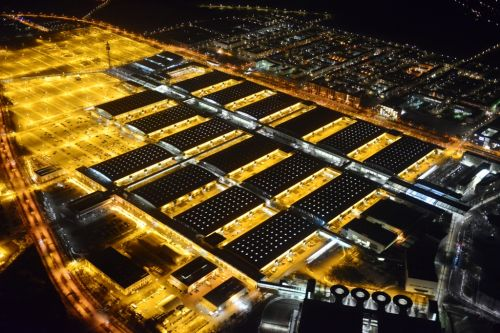
Nachtluftbild 2015: Messe München

Die Messe München GmbH besitzt mit der Messe München (früher: Neue Messe München), dem ICM – International Congress Center Messe München und dem 2018 fertiggestellten  Conference Center North Messe München in Riem sowie dem MOC - Event Center Messe München in Freimann vier Veranstaltungsorte in der bayerischen Landeshauptstadt. Seit Oktober 2011 firmieren sie unter dem Namen Messe München Locations.

#### Messe München

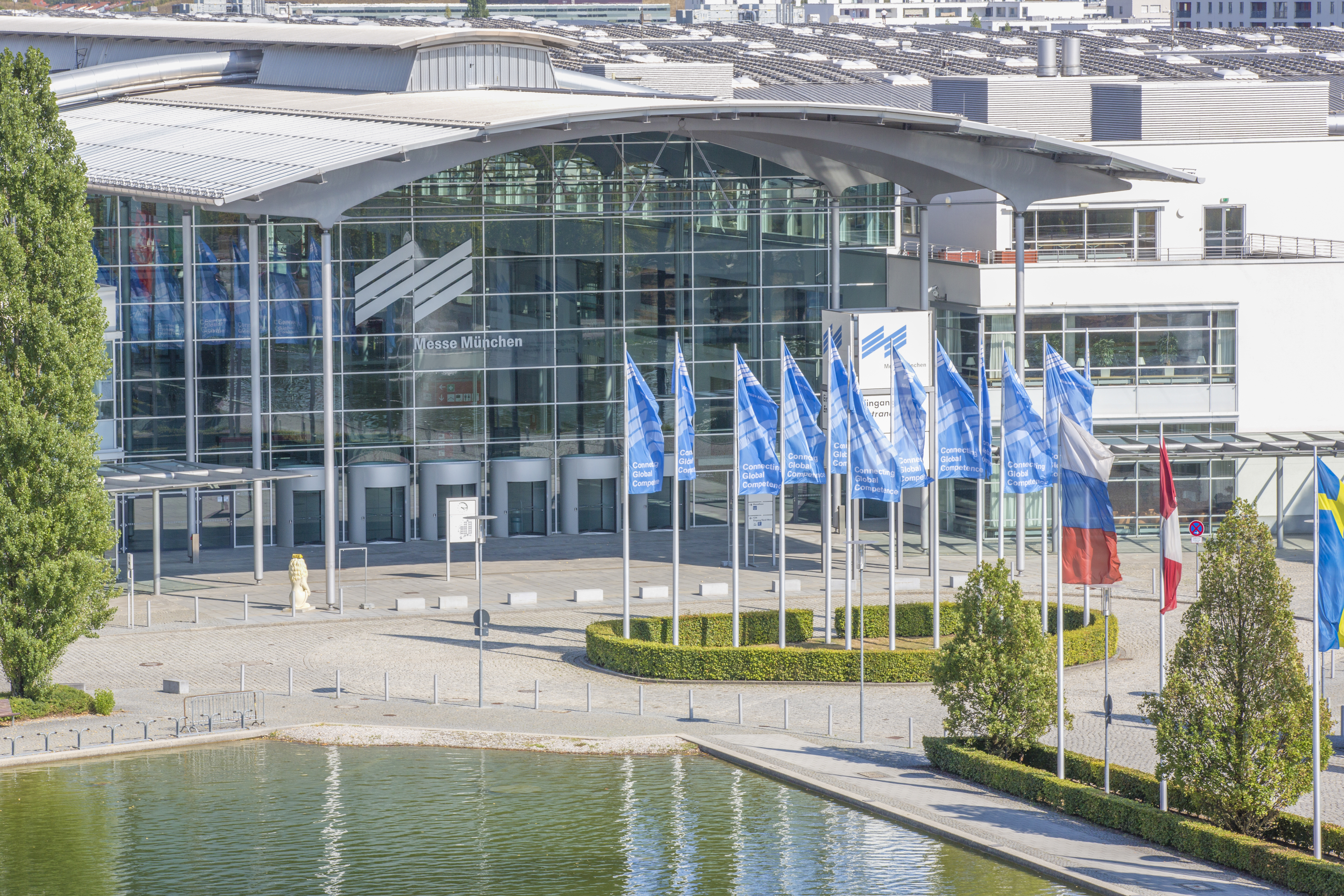
Eingang West der Messe München

Die Brutto-Ausstellungsfläche der insgesamt 18 Hallen der Messe München umfasst insgesamt 200.000 m² Ausstellungsfläche, hinzu kommen rund 414.000 m² Freigelände, die mit Abstand größte Freifläche aller Messegesellschaften in Deutschland.
Im Messeareal befinden sich Messehallen, das Messehaus, der Messeturm, das Conference Center Nord und das Internationale Congress Center München (ICM).
Die Messegesellschaft wurde 2008 vom TÜV Süd als „energieeffizientes Unternehmen“ zertifiziert. Auf den Dächern von sechs Messehallen befindet sich eine Photovoltaik-Aufdachanlage, die um die Jahrtausendwende zu den größten der Welt zählte. Das gesamte Messegelände wird über die Geothermie-Anlage der Stadtwerke München beheizt. Durch die Nutzung regenerativer Energien spart die Messe München jährlich mehr als 8.000 Tonnen CO2 ein (Stand 2011). Im Oktober 2019 wurde bekanntgegeben, dass die Stromversorgung der Messe München ab 2020 vollständig mit regenerativ erzeugter Energie erfolgen soll.

#### ICM – International Congress Center Messe München

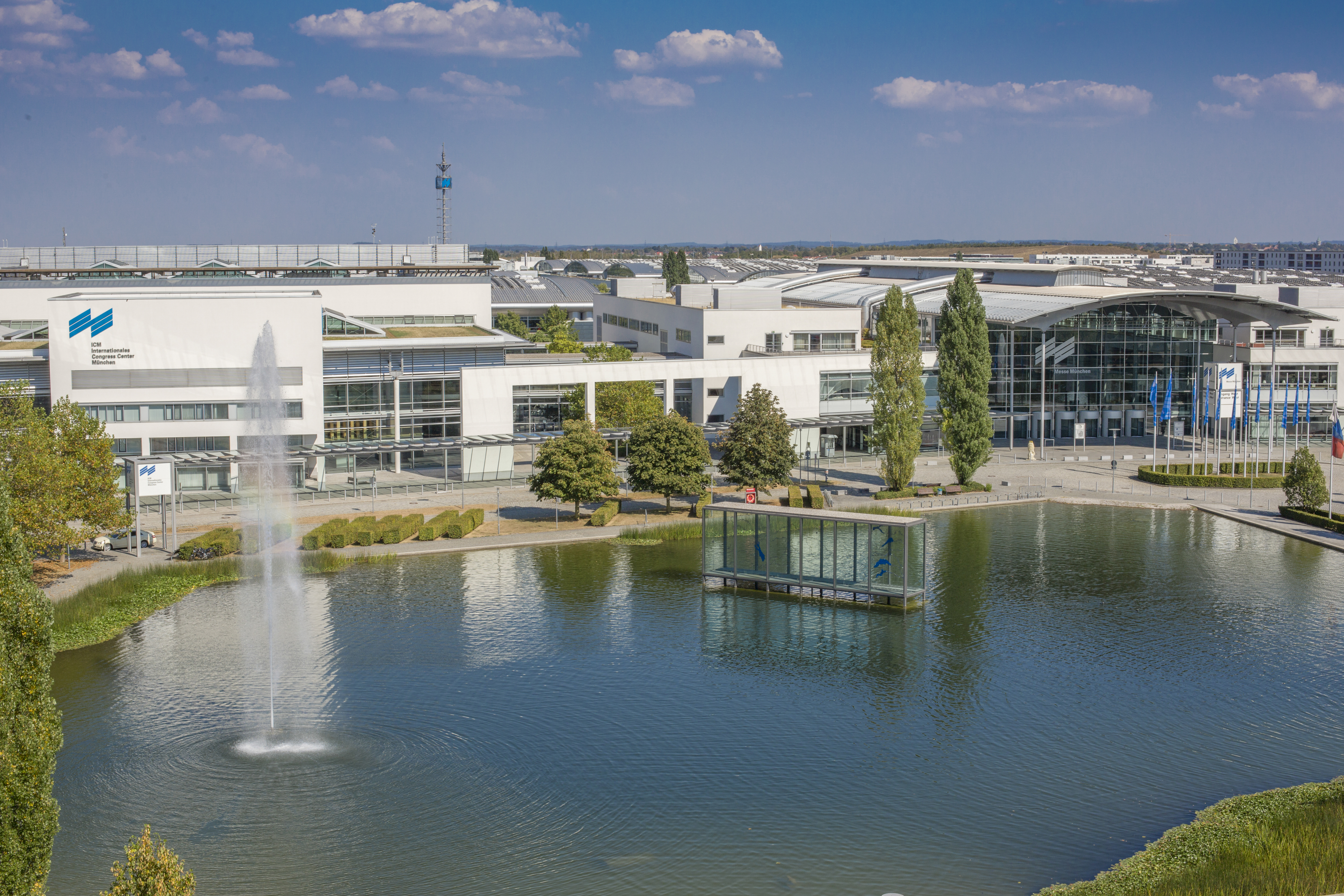
Ansicht Messe München und ICM

Im ICM finden jährlich über 80 Veranstaltungen mit rund 100.000 Besuchern statt. Dazu gehören Hauptversammlungen, Firmenveranstaltungen und internationale Medizin-, Wissenschafts- oder IT-Kongresse wie beispielsweise die Bits & Pretzels oder der ESC Kongress der European Society of Cardiology mit mehr als 30.000 Teilnehmern.

#### MOC – Event Center Messe München

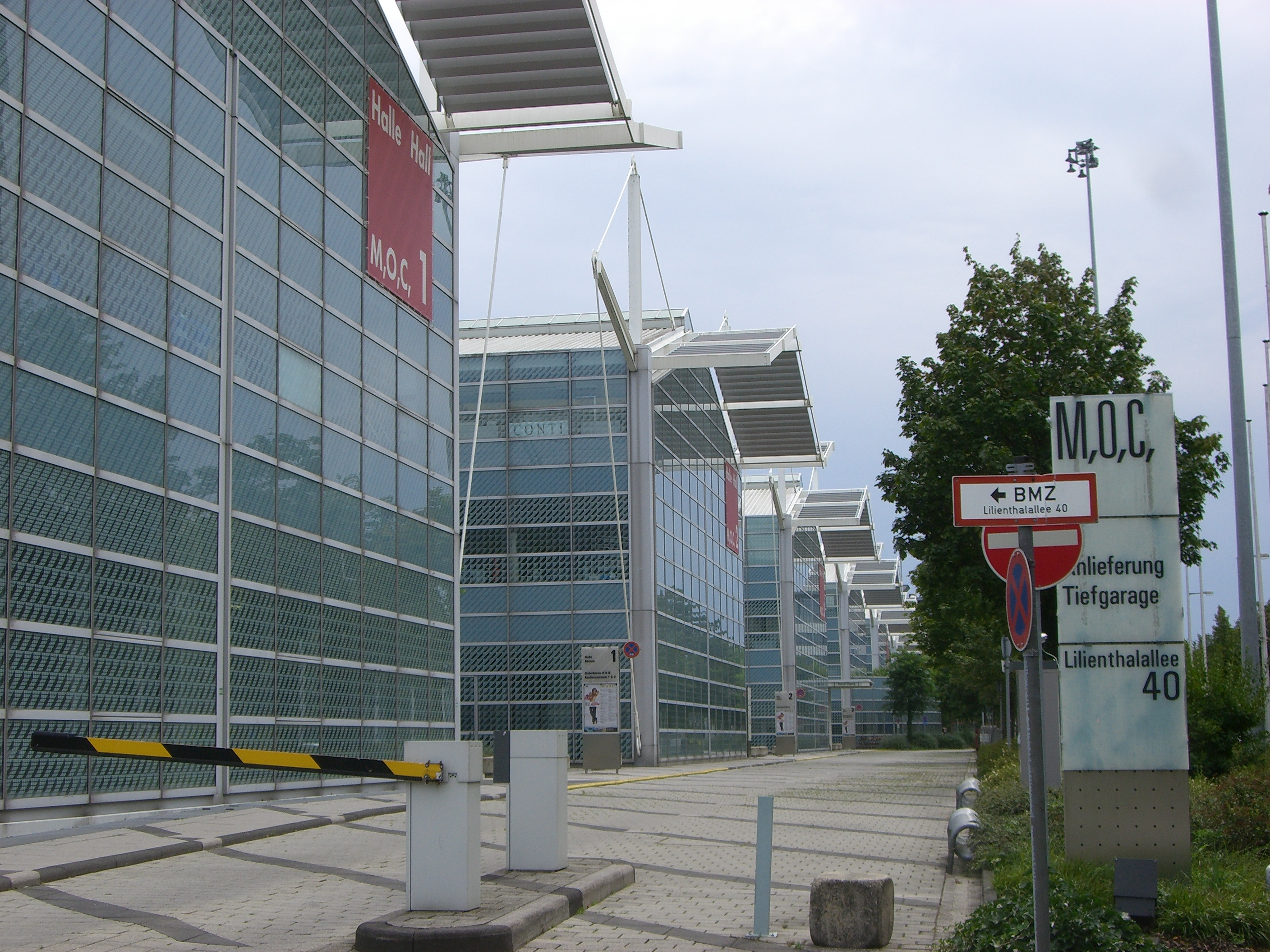
MOC

Im MOC Veranstaltungscenter München, das vom Architekten Helmut Jahn entworfen und 1993 eröffnet wurde, finden jährlich über 60 Veranstaltungen mit rund 400.000 Besuchern statt, darunter Fachmessen wie die Munich Fabric Start und die High End. Das MOC umfasst zudem ein ganzjährig geöffnetes Ordercenter für den Fachhandel mit Ausstellungsraum für mehr als 500 Sport- und Schuhmodemarken.

#### CCN – Conference Center North Messe München
Das Ende 2018 eröffnete Conference Center Nord grenzt direkt an die ebenfalls neu errichteten Messehallen C5 und C6. Die hier zur Verfügung stehenden Konferenzsäle und -räume sind gemeinsam mit Ausstellungsflächen in den Hallen nutzbar. 2019 fanden im Conference Center Nord unter anderem die Ceramitec Conference und das Aviation Forum Munich, eine internationale Messe für die Luftfahrtindustrie, statt.

### Ausland: SNIEC
Die Messe München ist gemeinsam mit den Messegesellschaften Düsseldorf, Hannover (German Exposition Corp. International GmbH) und der Shanghai Lujiazui Exhibition Development Co. Ltd. am Shanghai New International Expo Centre (SNIEC) beteiligt. Viele der Veranstaltungen der Messe München haben eine Tochtermesse, die hier stattfindet, z. B. die bauma China, transport logistic China, electronica China, ISPO Shanghai und IE expo China. Das SNIEC richtet jährlich über 100 Veranstaltungen aus und verzeichnet fast 7 Mio. Besucher.

## Geschäftstätigkeit

### Veranstaltungen im Inland
Die Messe München veranstaltet überwiegend Fachmessen aus den Bereichen Investitionsgüter, Konsumgüter und Neue Technologien. Von mehr als 40 Eigenveranstaltungen finden 19 im Inland statt, zwölf davon sind heute Weltleitmessen.
Messen im Bereich Investitionsgüter:
- bauma, Weltleitmesse für Bau-, Baustoff- und Bergbaumaschinen, Baufahrzeuge und Baugeräte,[39] die flächenmäßig größte Messe der Welt[40]
- IFAT, Weltleitmesse für Wasser, Abwasser, Abfall- und Rohstoffwirtschaft[41]
- Expo Real, internationale Fachmesse für Immobilien und Investitionen
- Bau, Weltleitmesse für Architektur, Materialien und Systeme[42]
- transport logistic, weltweit größte Messe für Logistik, Mobilität, IT und Supply Chain Management, mit air cargo Europe (internationale Messe und Fachkonferenz der Luftfrachtbranche)[43]
- drinktec, Weltleitmesse für die Getränke und Liquid-Food-Industrie[44]
- Interforst, Leitmesse für Forstwirtschaft und Forsttechnik[45]
- ceramitec, internationale Leitmesse für die Keramikindustrie, und ceramitec conference[46][35]

Messen im Bereich Konsumgüter:
- ISPO Munich, internationale Leitmesse für die Sportindustrie, und ISPO Digitize Summit[47][48]
- OutDoor by ISPO, größte europäische Fachmesse für die Outdoor-Branche[49]
- Inhorgenta Munich, internationale Fachmesse für Schmuck, Uhren und Edelsteine[50]
- TrendSet, internationale Fachmesse für Konsumgüter[51]
- f.re.e., Reise- und Freizeitmesse[52]

Messen im Bereich Neue Technologien:
- analytica, Weltleitmesse für Labortechnik, Analytik und Biotechnologie, mit analytica Conference[53]
- automatica, internationale Fachmesse für intelligente Automation und Robotik
- electronica, Weltleitmesse und Konferenz für Elektronik[54]
- productronica, Weltleitmesse für Entwicklung und Fertigung von Elektronik[55]
- Laser World of Photonics, Weltleitmesse und Kongress für Komponenten, Systeme und Anwendungen der Photonik[56]
- Lopec, internationale Fachmesse und Konferenz für gedruckte Elektronik

Mit der Reise- und Freizeitmesse f.re.e  veranstaltet die Messe München auch eine Publikumsmesse in München. Außerdem finden an den vier Münchner Standorten jährlich rund 100 Gastveranstaltungen statt, darunter die Internationale Handwerksmesse, die opti und die Heim+Handwerk der Gesellschaft für Handwerksmessen.

### Veranstaltungen im Ausland
Die Messe München veranstalteten 2023 40 eigene Messen im  Ausland. Das Unternehmen organisiert Messen in China, Indien, Brasilien, der Türkei, Südafrika,  Vietnam und in Singapur. Mit rund 70 Auslandsvertretungen ist die Messe München in über 100 Ländern aktiv. Ein Anteil des Konzernumsatzes kommt mit rund 100 Millionen Euro von den MMG-Auslandstöchtern, und hier vor allem aus China, das das Coronajahr 2023 hinter sich gelassen hat.
Ebenso wie die Veranstaltungen in München gliedern sich die Auslandsveranstaltungen in die Bereiche Investitionsgüter, Konsumgüter und Neue Technologien und leiten sich thematisch jeweils von der Münchner Muttermesse ab.
Auslandsmessen im Bereich Investitionsgüter:
- bauma: bauma China (Shanghai),[58] bauma Conexpo Africa (Johannesburg),[59] bauma Conexpo India (Delhi),[60] M&T Expo (São Paulo),[61]
- IFAT: IE expo China (Shanghai),[62] IFAT India (Mumbai),[63] IE Expo Chengdu,[64] IFAT Africa (Johannesburg),[65] IFAT Eurasia (Istanbul),[66] IE expo Guangzhou[67]
- Bau: Bau China (Peking/Shanghai)[68][69]
- transport logistic: transport logistic China (Shanghai),[70]  logitrans (Istanbul),[71] air cargo Africa (Johannesburg),[72] air cargo China (Shanghai),[73] air cargo India (Mumbai),[74] air cargo forum Miami[75]
- ceramitec: Indian Ceramics Asia (Ahmedabad)[76]
- drinktec: China Brew China Beverage (Shanghai),[77] drink technology India (Mumbai/Delhi/Bengaluru),[78][79]

Auslandsmessen im Bereich Konsumgüter:
- ISPO: ISPO Shanghai,[80] ISPO Beijing[81]

Auslandsmessen im Bereich Neue Technologien:
- analytica: analytica China (Shanghai),[82] analytica Anacon India + India Lab Expo (Mumbai/Hyderabad),[83] analytica Vietnam (Ho-Chi-Minh-Stadt/Hanoi),[84] analytica Lab Africa (Johannesburg)[85]
- productronica: productronica China (Shanghai),[86] productronica India (Delhi/Bangalore)[87]
- electronica: electronica China (Shanghai),[88] electronicAsia (Hongkong),[89] electronica India (Delhi/Bangalore)[90]
- Laser World of Photonics: Laser World of Photonics China (Shanghai),[91] Laser World of Photonics India (Mumbai/Delhi/Bangalore)[92]

### Weitere Tätigkeit
Die Messe München gehört zu den Initiatoren des S-Bahn-Bündnis Ost, das sich für den Ausbau der Bahnstrecke zwischen München Ost und Markt Schwaben unter Einbindung des Messegeländes einsetzt. Sie gründete die Initiative Frauen verbinden und ist Gründungsmitglied des Netzwerks Unternehmen integrieren Flüchtlinge des Deutschen Industrie- und Handelskammertages.
Die Messe München ist Mitglied in den Fachverbänden AUMA (Ausstellungs- und Messe-Ausschuss der Deutschen Wirtschaft e. V.), FKM (Gesellschaft zur Freiwilligen Kontrolle von Messe- und Ausstellungszahl), GDG (Gemeinschaft Deutscher Großmessen), UFI (Global Association of the Exhibition Industry) und CEFA (Central European Fair Alliance).